# Ecnomus hastatus
Ecnomus hastatus är en nattsländeart som beskrevs av Jacquemart 1961. Ecnomus hastatus ingår i släktet Ecnomus och familjen trattnattsländor. Inga underarter finns listade i Catalogue of Life.